# 梅尔瓦勒
梅尔瓦勒（法語：Merval，法語發音：[mɛʁval]）是法国上法蘭西大區埃纳省的一个旧市镇，属于苏瓦松区。2016年，梅尔瓦勒与临近的6个市镇合并为新市镇莱塞特瓦隆。

## 地理
梅尔瓦勒（49°21'4"N, 3°41'48"E）面积3.36 平方千米，位于法国上法蘭西大區埃纳省，该省份为法国北部内陆省份，北起北部省，西接索姆省和瓦兹省，东临阿登省和马恩省，西南至塞纳-马恩省，东北部与比利时接壤。
与梅尔瓦勒接壤的市镇（或旧市镇、城区）包括：格莱讷、菲姆、巴略莱菲姆。
梅尔瓦勒的时区为UTC+01:00、UTC+02:00（夏令时）。

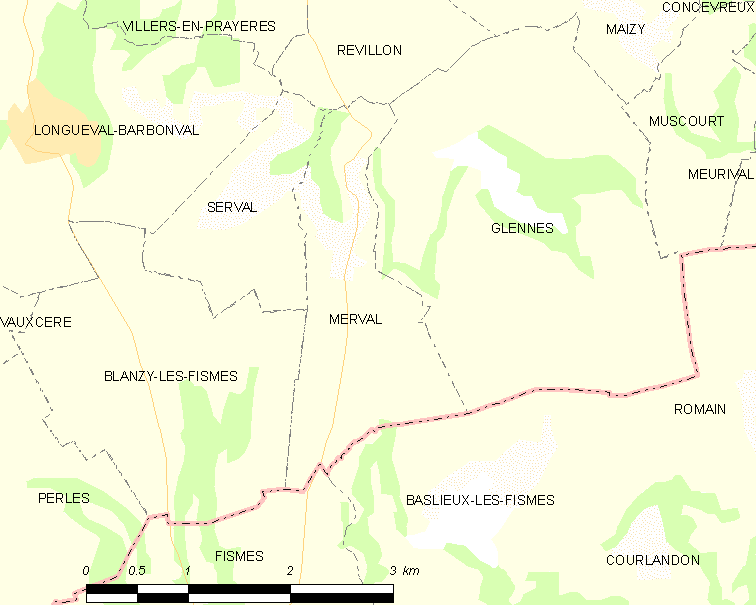
梅尔瓦勒的OSM定位图

## 行政
梅尔瓦勒的邮政编码为02160，INSEE市镇编码为02479。

## 政治
梅尔瓦勒所属的省级选区为塔德努瓦地区费尔县。

## 人口

1962-2008年间梅尔瓦勒人口变化图示

梅尔瓦勒于2018年1月1日时的人口数量为133人。